# جون برينغل
السير جون برينغل (بالإنجليزية: John Pringle)‏ (10 أبريل 1707 - 18 يناير 1782) كان طبيب إسكتلندي وكان يطلق عليه لقب «أبو الطب العسكري» شغل منصب رئيس الجمعية الملكية بين عامي 1772 ـ 1778.

## الأوسمة
في عام 1752 حصل على وسام كوبلي .

## روابط خارجية
- جون برينغل على موقع الموسوعة البريطانية (الإنجليزية)